# Pakdaszt
Pakdaszt (perski: پاكدشت) – miasto w Iranie, w ostanie Teheran. W 2006 roku miasto liczyło 126 281 mieszkańców w 32 625 rodzinach.